# Krzysztof Fedorowicz (politolog)
Krzysztof Fedorowicz (ur. 1973) – polski politolog, dr hab. nauk społecznych, profesor uczelni Wydziału Historii Uniwersytetu im. Adama Mickiewicza w Poznaniu.

## Życiorys
W 1998 ukończył studia z politologii na Uniwersytecie im. Adama Mickiewicza, 4 marca 2002 obronił pracę doktorską Ukraina w polskiej polityce wschodniej w latach 1989-1999, 23 marca 2018 habilitował się na podstawie pracy zatytułowanej Transformacja ustrojowa w Armenii w latach 1991-2016. Został zatrudniony na stanowisku adiunkta w Instytucie Wschodnim na Wydziale Historii Uniwersytetu im. Adama Mickiewicza, gdzie pracuje obecnie na stanowisku profesora uczelni.